# Ernst Friedrich Wilhelm Schulze
Ernst Friedrich Wilhelm Schulze (auch Ernestus Fridericus Guilielmus Schulze; * 21. Januar 1759 in Celle; † 1. Oktober 1820 ebenda) war ein deutscher Jurist sowie Stadtsyndikus und Bürgermeister der Stadt Celle.

## Leben
Ernst Friedrich Wilhelm Schulze studierte Rechtswissenschaften in Göttingen an der dortigen Georg August Universität, an der er als Respondent wirkte und 1786 seine bei Johann Dietrich Schulze in Celle gedruckte juristische Dissertationem Ivridicam De Ivre Illivs, Cvivs Oblata Pecvnia Creditores Tempore Anteriores Dimittvntvr ... vorlegte.

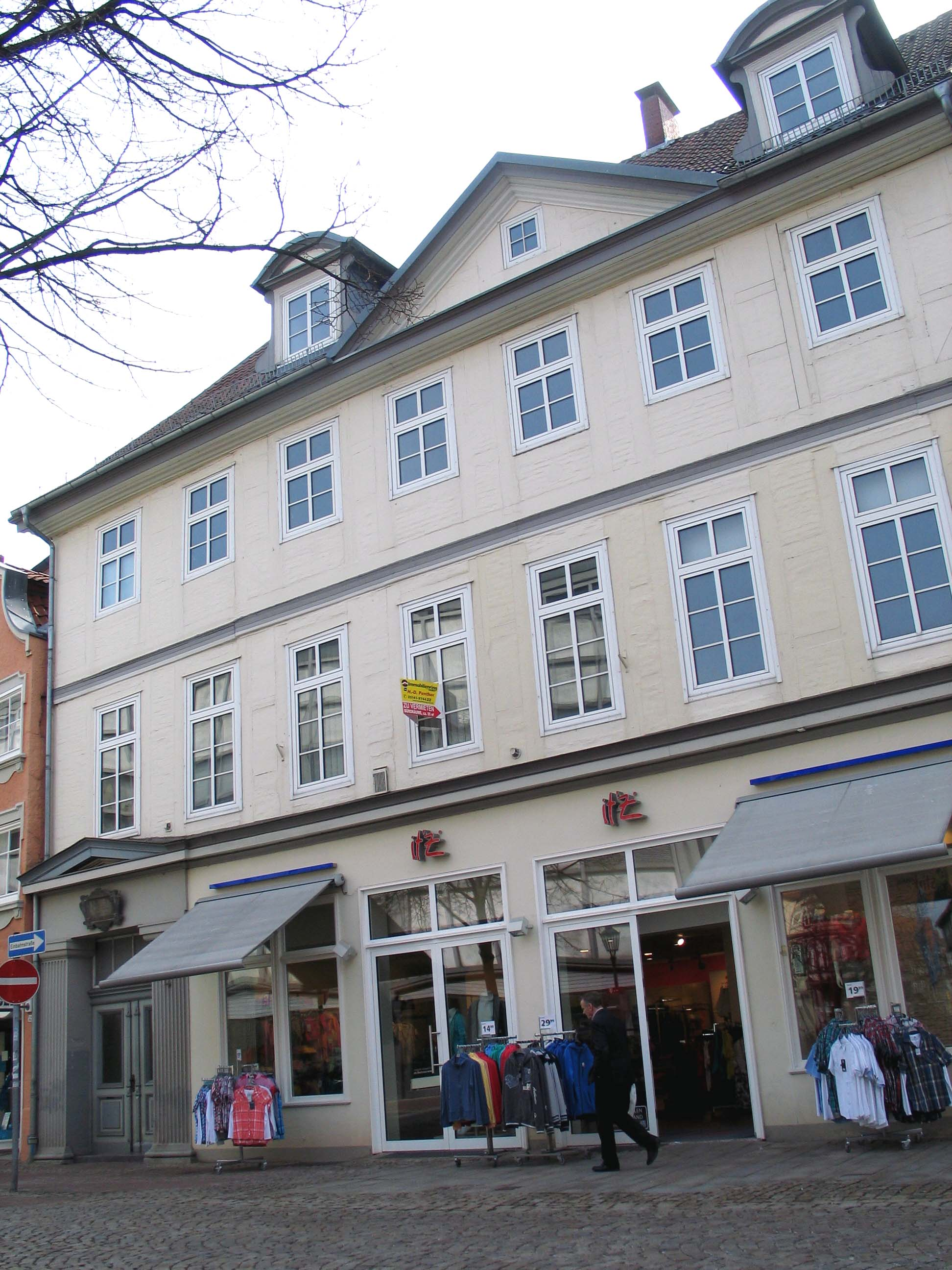
Am Haus Großer Plan 1, heute Robert-Meyer-Platz 1 in Celle, wurde eine Gedenktafel für Schulzes Sohn Ernst Schulze angebracht

Ab 1790 wirkte Schulze unter der Adresse Großer Plan 1 zunächst als Ratsherr in seiner Heimatstadt. 1796 wurde er Stadt-Sekretär, im Folgejahr 1797 Celler Bürgermeister. 1801 übernahm er zudem das Amt des Stadtsyndikus.

## Familie
Schulze heiratete in dritter Ehe am 11. Januar 1799 in Harburg die Antoinette Christine Elisabeth Schwarz (* 19. November 1780 in Lüneburg; † 23. August 1864 im Kloster Wienhausen). Ihr Sohn Ernst Conrad Friedrich Schulze (* 22. März 1789 in Celle; † 29. Juni 1817 ebenda) nahm an den Befreiungskriegen teil und wurde Dichter. Ihre Tochter Antoinette Friederike Sophie Catharina (* 12. Dezember 1808 in Celle; † 14. Juni 1888 in Hannover) heiratete am 12. Juli 1825 in Celle den seinerzeitigen Amts-Assessor und späteren Oberamtmann Ludwig August Schlüter (* 12. Juli 1797 im Amtshaus Rethem an der Allen; † 29. November 1889 in Hannover).

## Schriften
- Dissertationem Ivridicam De Ivre Illivs, Cvivs Oblata Pecvnia Creditores Tempore Anteriores Dimittvntvr Ad L. I. C. De His Qvi In Prior . ... Offert Ernestvs Fridericvs Gvilielmvs Schvlze, Cavsarvm Patronvs Cellensis, Cellis, Typis Ioannis Dieterici Schvlzii, Anno MDCCLXXXVI, Digitalisat über die Universität- und Landesbibliothek Sachsen-Anhalt

## Schulzestraße
Die Schulzestraße Ecke Welfenstraße im Heese-Gebiet der Stadt Celle war ursprünglich nur nach dem Celler Bürgermeister benannt. Anfang November 2016 wurde das bisherige erläuternde Straßen-Zusatzschild durch ein neues ersetzt. Auf der Legendentafel finden sich nun Hinweise auf beide Namensgeber; den von 1797 bis 1820 amtierenden Bürgermeister Ernst Friedrich Wilhelm Schulze, ergänzt um „dessen Sohn Ernst Schulze, 1789–1817, bedeutender Dichter der Romantik“. Die von der Celler Stadtverwaltung neu angebrachte Tafel wurde mit einer als Ehrung verstandenen Lesung von Schülern des Gymnasiums Ernestinum vorgestellt, an der unter anderem Lothar Haas, Vorsitzender der neu gegründeten Ernst-Schulze-Gesellschaft teilnahm. Der Dichter Schulze war seinerzeit Schüler der Lateinschule, dem heutigen Ernestinum.